# S/T
S/T (abreviación para referirse a la frase «sin título») es el tercer álbum oficial como solista del cantautor chileno Manuel García. Fue lanzado en 2010 bajo el sello discográfico Oveja Negra, dejando así el Sello Alerce.
El álbum fue grabado luego de una gira por México, entre el 2 y el 10 de marzo de 2010, siendo así el primer álbum chileno oficial en grabarse luego del Terremoto de Chile de 2010, del 27 de febrero.

## Lista de canciones
| N.º   | Título                            | Duración |  |
| 1.    | «Queda lo que quema»              | 3:34     |  |
| 2.    | «Vida mía»                        | 4:28     |  |
| 3.    | «Alfil»                           | 4:40     |  |
| 4.    | «Catalejo»                        | 3:26     |  |
| 5.    | «La terrible canción N°1»         | 4:08     |  |
| 6.    | «Reloj»                           | 4:27     |  |
| 7.    | «Piedra negra»                    | 3:02     |  |
| 8.    | «Joan»                            | 3:01     |  |
| 9.    | «El reproche»                     | 3:15     |  |
| 10.   | «Amistad»                         | 4:10     |  |
| 11.   | «Se afeita diablo» (Bonus track)  | 4:09     |  |
| 12.   | «Lentes de Allende» (Bonus track) | 3:19     |  |
| 38:11 |                                   |          |  |

Las pistas «Se afeita el diablo» y «Lentes de Allende» pudieron ser descargadas como bonus track después del concierto de presentación del álbum en el Teatro Teletón.